# Myrmarachne contracta
Myrmarachne contracta este o specie de păianjeni din genul Myrmarachne, familia Salticidae. A fost descrisă pentru prima dată de Karsch, 1880. Conform Catalogue of Life specia Myrmarachne contracta nu are subspecii cunoscute.